# Гачув (гміна)
Гміна Гачув (пол. Gmina Haczów) — сільська гміна у східній Польщі. Належить до Березівського повіту Підкарпатського воєводства.
Станом на 31 грудня 2011 у гміні проживало 9327 осіб.

## Територія
Згідно з даними за 2007 рік площа гміни становила 71.30 км², у тому числі:
- орні землі: 76.00%
- ліси: 15.00%

Таким чином, площа гміни становить 13.19% площі повіту.

## Села
Букова, Вздув, Гачів, Малинівка, Трешнів, Яблониця Польська, Ясенів.

## Населення
Станом на 31 грудня 2011:
| Опис     | Загалом | Загалом | Чоловіки | Чоловіки | Жінки | Жінки |
| -------- | ------- | ------- | -------- | -------- | ----- | ----- |
| одиниця  | осіб    | %       | осіб     | %        | осіб  | %     |
| все      | 9327    | 100     | 4611     | 49.44    | 4716  | 50.56 |
| міське   | 0       | 100     | 0        |          | 0     |       |
| сільське | 9327    | 100     | 4611     | 49.44    | 4716  | 50.56 |

## Релігія
До виселення українців у 1945 році в СРСР та депортації в 1947 році в рамках акції Вісла у селах Яблониця Польська і Малинівка були греко-католицькі громади парафії Яблониця Польська Риманівського деканату.

## Сусідні гміни
Гміна Гачув межує з такими гмінами: Березів, Босько, Заршин, Корчина, Кросьценко-Вижне, Мейсце-П'ястове, Риманів, Ясениця-Росельна.